# Shaira
Shaira là một chi bọ cánh cứng trong họ Chrysomelidae.
Chi này được miêu tả khoa học năm 1936 bởi Maulik.

## Các loài
Các loài trong chi này gồm:
- Shaira atra Chen, 1987
- Shaira chujoi Kimoto, 1982
- Shaira fulvicollis Chen, 1987
- Shaira hemipteroides Lopatin, 2006
- Shaira maculata (Maulik, 1936)
- Shaira palnia Maulik, 1936
- Shaira quadriguttata Chen, 1987